# Olympique de Marseille 1990-1991
Questa voce raccoglie le informazioni riguardanti l'Olympique de Marseille nelle competizioni ufficiali della stagione 1990-1991.

## Stagione

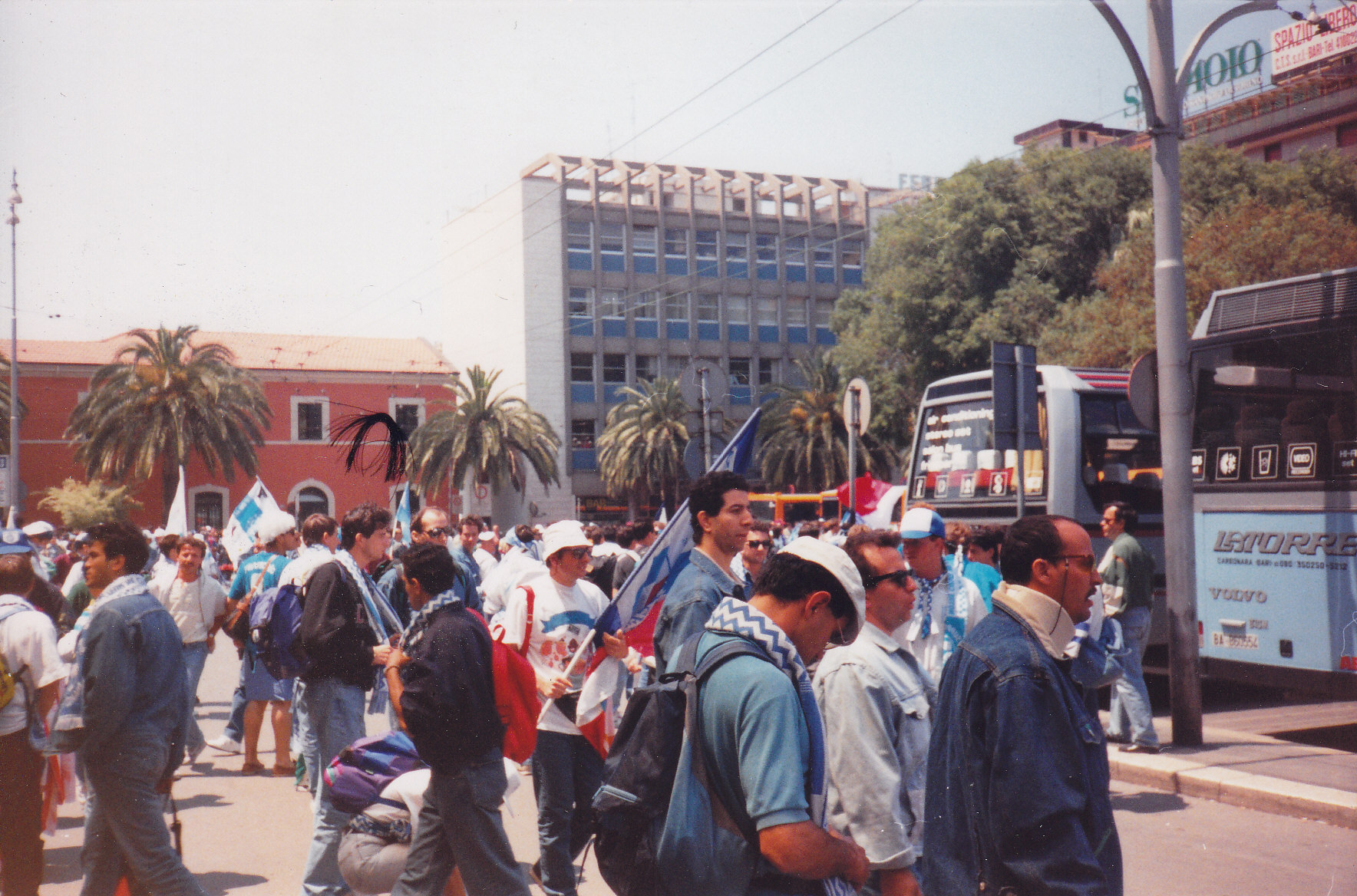
Tifosi dell'Olympique Marsiglia a Bari per la finale della Coppa dei Campioni

Nel corso della stagione l'OM vide l'avvicendamento di tre tecnici alla guida della squadra fra cui Franz Beckenbauer. Appena laureatosi campione del mondo con la Germania Ovest, il tecnico tedesco venne chiamato a sostituire Gérard Gili dopo nove gare ma, nonostante un rendimento positivo con la squadra in vetta e in procinto di compiere l'allungo decisivo per la vittoria del campionato, venne esonerato il primo gennaio per disaccordi con il presidente Tapie sulla gestione della rosa.
Con Raymond Goethals in panchina, i foceensi tennero a distanza il Monaco secondo in classifica, assicurandosi la vittoria del settimo titolo con un turno di anticipo, battendo l'Auxerre. Contro i monegaschi, i marsigliesi si contesero anche la vittoria in Coppa di Francia, ma vennero sconfitti a causa di una rete segnata allo scadere da Gérald Passi. Nei turni precedenti l'Olympique Marsiglia aveva eliminato alcune squadre di massima divisione come il Nantes e il Paris Saint-Germain, estromesse rispettivamente agli ottavi e ai quarti di finale.
In Coppa dei Campioni l'Olympique Marsiglia ebbe accesso alla finale: superato con facilità il primo turno con la Dinamo Tirana ed estromesso il Lech Poznań grazie a una rimonta nella gara di ritorno, i marsigliesi incontrarono i campioni in carica del Milan che, in svantaggio negli ultimi minuti della gara di ritorno, si rifiutarono di proseguire l'incontro per problemi all'impianto di illuminazione del Vélodrome. Grazie alla squalifica dei rossoneri e alla commutazione dell'1-0 originario in 3-0, l'OM poté accedere alle semifinali, dove una doppia vittoria con lo Spartak Mosca permise alla squadra di disputare l'ultimo atto del torneo con la Stella Rossa.
La gara, disputata a Bari, si concluse a reti inviolate fino ai tiri di rigore dove l'iniziale errore di Amoros e l'infallibilità dei tiratori jugoslavi preclusero ai marsigliesi la vittoria del titolo continentale.

## Maglie e sponsor

Il neoacquisto Dragan Stojković in azione con la divisa marsigliese priva di sponsor per la finale della Coppa dei Campioni

Lo sponsor tecnico per la stagione 1990-1991 è Adidas, mentre gli sponsor ufficiali sono Panasonic per il campionato e RTL per la Coppa di Francia.
| Casa | Trasferta |  |

## Organigramma societario
Area direttiva
- Presidente: Bernard Tapie
- Vice presidente: Jean-Louis Levreau
- Direttore generale: Jean-Pierre Bernès

Area tecnica
- Direttore sportivo: Michel Hidalgo
- Allenatore: Gérard Gili, dal 20 settembre Franz Beckenbauer[4], dal 1º gennaio Raymond Goethals[7]
- Allenatore in seconda: da gennaio Jean Fernandez

## Rosa
| N. |                    | Ruolo | Calciatore        |
| -- | ------------------ | ----- | ----------------- |
|    | Francia (bandiera) | P     | Alain Casanova    |
|    | Francia (bandiera) | P     | Jean Castaneda    |
|    | Francia (bandiera) | P     | Gaëtan Huard      |
|    | Francia (bandiera) | P     | Pascal Olmeta     |
|    | Francia (bandiera) | D     | Manuel Amoros     |
|    | Francia (bandiera) | D     | William Ayache    |
|    | Francia (bandiera) | D     | Basile Boli       |
|    | Francia (bandiera) | D     | Bernard Casoni    |
|    | Francia (bandiera) | D     | Éric Di Meco      |
|    | Brasile (bandiera) | D     | Carlos Mozer      |
|    | Francia (bandiera) | D     | Éric Mura         |
|    | Francia (bandiera) | D     | Frédéric Tatarian |
|    | Ghana (bandiera)   | C     | Abedi Pelé        |

| N. |                        | Ruolo | Calciatore              |
| -- | ---------------------- | ----- | ----------------------- |
|    | Francia (bandiera)     | C     | Alain Boghossian        |
|    | Francia (bandiera)     | C     | Laurent Fournier        |
|    | Francia (bandiera)     | C     | Bruno Germain           |
|    | Francia (bandiera)     | C     | Jean-Christophe Marquet |
|    | Francia (bandiera)     | C     | Bernard Pardo           |
|    | Jugoslavia (bandiera)  | C     | Dragan Stojković        |
|    | Francia (bandiera)     | C     | Jean Tigana             |
|    | Francia (bandiera)     | C     | Philippe Vercruysse     |
|    | Inghilterra (bandiera) | C     | Chris Waddle            |
|    | Francia (bandiera)     | A     | Éric Cantona            |
|    | Francia (bandiera)     | A     | Éric Lada               |
|    | Francia (bandiera)     | A     | Marc Libbra             |
|    | Francia (bandiera)     | A     | Jean-Pierre Papin       |

## Risultati

### Coppa dei Campioni
| Arbitro: | Houben |

|                                                       |           |                   |
| Papin 44’ (rig.), 63’, 75’ Cantona 70’ Vercruysse 90’ | Marcatori | 89’ (rig.) Tahiri |

| Tirana 3 ottobre 1990, ore 15:30 (CET) Sedicesimi di finale – Ritorno | Dinamo Tirana | 0 – 0 referto | Olympique Marsiglia | Stadiumi Selman Stërmasi (10.000 spett.)\| Arbitro: \| Pairetto \| |
| Arbitro:                                                              | Pairetto      |               |                     |                                                                    |

| Arbitro: | Aas |

|                                         |           |                        |
| Łukasik 30’ Pachelski 41’ Juskowiak 58’ | Marcatori | 8’ Fournier 63’ Waddle |

| Arbitro: | Worral |

|                                                        |           |                        |
| Papin 20’ Vercruysse 28’, 45’, 85’ Tigana 89’ Boli 90’ | Marcatori | 60’ (rig.) Jakołcewicz |

| Arbitro: | Galler |

|            |           |           |
| Gullit 14’ | Marcatori | 27’ Papin |

| Arbitro: | Karlsson |

|            |           |  |
| Waddle 75’ | Marcatori |  |

Partita sospesa all'87' sul risultato di 1-0 per problemi all'impianto di illuminazione, risultato a tavolino deciso dalla UEFA a seguito del rifiuto del Milan di terminare la gara.
| Arbitro: | Mikkelsen |

|             |           |                                   |
| Šalimov 56’ | Marcatori | 27’ Pelé 31’ Papin 89’ Vercruysse |

| Arbitro: | Hackett |

|                   |           |                     |
| Pelé 34’ Boli 48’ | Marcatori | 58’ (rig.) Mostovoi |

| Arbitro: | Lanese |

|                                               |                      |                           |
| Prosinečki Binić Belodedici Mihajlović Pančev | Tiri di rigore 5 – 3 | Amoros Casoni Papin Mozer |

## Statistiche

### Andamento in campionato
| Giornata  | 1 | 2 | 3 | 4 | 5 | 6 | 7 | 8 | 9 | 10 | 11 | 12 | 13 | 14 | 15 | 16 | 17 | 18 | 19 | 20 | 21 | 22 | 23 | 24 | 25 | 26 | 27 | 28 | 29 | 30 | 31 | 32 | 33 | 34 | 35 | 36 | 37 | 38 |
| --------- | - | - | - | - | - | - | - | - | - | -- | -- | -- | -- | -- | -- | -- | -- | -- | -- | -- | -- | -- | -- | -- | -- | -- | -- | -- | -- | -- | -- | -- | -- | -- | -- | -- | -- | -- |
| Luogo     | C | T | C | T | C | T | C | C | T | C  | T  | C  | T  | C  | T  | C  | T  | C  | T  | C  | T  | C  | T  | C  | T  | T  | C  | T  | C  | T  | C  | T  | C  | T  | C  | T  | C  | T  |
| Risultato | V | V | V | N | V | N | V | V | V | P  | V  | V  | P  | V  | P  | V  | V  | V  | P  | V  | N  | V  | P  | V  | N  | V  | V  | N  | V  | N  | N  | N  | V  | N  | N  | N  | V  | V  |
| Posizione | 4 | 1 | 2 | 1 | 1 | 1 | 1 | 1 | 1 | 1  | 1  | 1  | 1  | 1  | 2  | 1  | 1  | 1  | 1  | 1  | 1  | 1  | 1  | 1  | 1  | 1  | 1  | 1  | 1  | 1  | 1  | 1  | 1  | 1  | 1  | 1  | 1  | 1  |

Fonte:  France » Ligue 1 1990/1991 » Schedule, su worldfootball.net.
Legenda:

Luogo: C = Casa; T = Trasferta. Risultato: V = Vittoria; N = Pareggio; P = Sconfitta.